# Max Forster
Max Forster (Hugelshofen, 3 novembre 1934) è un ex bobbista svizzero.

## Biografia
Specialista nel bob a quattro ai Campionati mondiali vinse diverse medaglie:
- Campionati mondiali di bob 1970, medaglia di bronzo nel bob a quattro con Hans Candrian, René Stadler e Peter Schärer.[1]
- Campionati mondiali di bob 1971, medaglia d'oro nel bob a quattro con René Stadler, Peter Schärer e Erich Schärer.